# Čeč
Čeč je priimek v Sloveniji, ki ga je po podatkih Statističnega urada Republike Slovenije na dan 1. januarja 2010 uporabljalo 94 oseb in je med vsemi priimki po pogostosti uporabe uvrščen na 4.611. mesto.

## Znani nosilci priimka
- Dragica Čeč, zgodovinarka
- Karel Čeč (1877—1965), tiskar, industrialec, bančnik
- Vilko Čeč (1915—1986), tiskar, Argentina
- Luka Čeč (1785—1836), začetnik slovenskega jamarstva
- Tončka Čeč (1896—1943), narodna herojinja
- Tomaž Čeč (*1971), založnik in urednik